# 李宪墓
李宪墓，位于中国河北省石家庄市高村乡段村，为石家庄市赵县的一个省级文物保护单位，类型为古墓葬，公布时间为2001年2月7日。
李宪为北魏骠骑大将军、定州刺史，墓的历史年代为东魏。